# District de Darbhanga
Le district de Darbhanga est un district de l'état du Bihar, en Inde.

## Géographie
Au recensement de 2011, sa population compte 3 921 971 habitants.
Son chef-lieu est la ville de Darbhanga. 